# Opposition
Opposition a német Frei.Wild tizedik stúdióalbuma. Duplaalbum, mely 2015. április 3-án jelent meg a Rookies & Kings kiadásában. A deluxe album díszdobozos kiadása egy DVD-t és egy hangoskönyvet is tartalmaz. Illetve megjelent egy Mehr Geld für Bier (MGfB / Több pénz sörre)-kiadás, amely csak a dalok felét tartalmazza.

## Zenei stílus
Az album a zenekar stílusára jellemző német rock (Deutschrock) és hard rock műfajhoz tartozik. A gyorsabb tempójú és rockosabb dalok mellett, mint a Wir brechen eure Seelen vagy Unvergessen, unvergänglich, lebenslänglich, nyugodtabb és elmélyültebb dalok, pl.  Wie ein schützender Engel, is hallhatók az albumon.

## Albumborító
Az album borítója vörös árnyalatú. Egy lángnyelv látható rajta, melyet kör szegélyez a jobb oldalon a zenekar logójával, alatta fehér betűkkel az album címe, az Opposition olvasható. Az MGfB-kiadás ugyanazokat a motívumokat tartalmazza, de fekete a borító árnyalata.

## Dallista
| Deluxe-kiadás | MGfB-kiadás |
| --- | --- |
| CD 1 1. Intro - 1:36 2. Wir brechen eure Seelen - 4:20 3. Allein, ohne dich, bei dir - 4:08 4. Ich will dich irgendwann verlieren - 4:26 5. LUAA - Rock’n Opposition - 3:52 6. Wenn die Erinnerung erwacht - 4:04 7. Hab keine Angst - 3:52 8. Akzeptierter Faschist - 3:25 9. Es braucht nicht viel, um glücklich zu sein - 3:43 10. Nichts kommt schlimmer als erwartet - 4:45 11. Morgen wird alles besser - 4:14 12. Hör, was das Herz dir sagt - 3:41 13. Du bist sie (die Einzige für mich) - 4:55 CD 2 1. Unvergessen, unvergänglich, lebenslänglich - 3:39 2. Selig oder Sünder - 3:37 3. Für Glaube, für Liebe, für Hoffnung - 3:58 4. Lass dich gehen - 3:27 5. Alles um uns ist still - 4:39 6. Weil ihr gerne Kriege führt - 4:09 7. Auge um Auge, Zahn um Zahn - 3:15 8. Wie ein schützender Engel - 4:07 9. Feste fallen, wie sie fallen, aber landen tun sie hart - 3:33 10. Sein oder nicht sein - 3:49 11. Ich bin neu, ich fange an - 3:56 12. Zusammen und vereint - 4:05 13. Die Band, die Wahrheit bringt - 4:11 Bónusz dalok az iTunes-kiadáshoz 1. Das Leben, das kein Toter wählt - 4:35 2. Zeit lass mir Zeit - 4:51 Bónusz-DVD a díszdobozos kiadáshoz 1. Dokumentation: 2014: Alles Richtung Opposition (Dokumentumfilm: 2014: Alles Richtung Opposition) 2. Musikvideos (Videóklipek) Bónusz-CD a díszdobozos kiadáshoz 1. Hörbuch (Hangoskönyv) | 1. Intro - 1:36 2. Wir brechen eure Seelen - 4:20 3. LUAA - Rock’n Opposition - 3:52 4. Hab keine Angst - 3:52 5. Du bist sie (die Einzige für mich) - 4:55 6. Unvergessen, unvergänglich, lebenslänglich - 3:39 7. Lass dich gehen - 3:27 8. Auge um Auge, Zahn um Zahn - 3:15 9. Alles um uns ist still - 4:39 10. Es braucht nicht viel, um glücklich zu sein - 3:43 11. Selig oder Sünder - 3:37 12. Wenn die Erinnerung erwacht - 4:04 13. Die Band, die Wahrheit bringt - 4:11 |

## Kislemezek
1. Wir brechen eure Seelen (2014. december 12.)
2. Unvergessen, unvergänglich, lebenslänglich (2015. január 23.)
3. Wie ein schützender Engel (2015. március 13.)

## Közreműködők
- Philipp "Fips" Burger (ének, gitár)
- Christian "Föhre" Fohrer (dobok)
- Jochen "Zegga" Gargitter (basszusgitár)
- Jonas "Joy" Notdurfter (gitár)

## Fogadtatás
A laut.de online magazin kritikája szerint az előző két albumhoz képest (Gegengift és Feinde deiner Feinde) az Opposition esetén a zenekar inkább a mennyiségre, mint a minőségre törekedett, ezért a lehetséges ötből csak két pontra értékelték a lemezt. Hiányolták a lemezből a címben jelzett szembenállás erejét, agresszivitását, helyette inkább egyszerűségre törekvőnek, jól együtt énekelhetőnek, „partikompatibilisnek” ítélték a dalok többségét.
Ugyanakkor a slágerlistákon a lemez az első helyre került, mind Németországban, mind Ausztriában, míg Svájcban a második helyen végzett. Az éves listákon Németországban 2015-ben az album a 7. helyezést érte el.
Több mint 100.000 lemez eladásával az Opposition már a megjelenés évében aranylemez lett Németországban. 2016-ban az album eladott példányszáma révén a Frei.Wildet jelölték az ECHO-díjra a német alternatív/rock kategóriában ("Gruppe Rock/Alternative (national)"), melyet a zenekar megnyert.

## Xtreme-Edition
Az album újabb verziója 2015. december 4-én jelent meg mint Xtreme-kiadás.

### Tartalom
Az Xtreme-Edition az eredeti stúdióalbum dalain túl a kislemezek dalait, egy korábban csak letölthető dalt és 3 teljesen új dalt is tartalmaz.

### Albumborító
A borító fekete-fehér és vörös árnyalatokat tartalmaz. Középen az énekes látható gitárral a kezében a színpadon, egy koncertfelvételen. A zenekar három másik tagjának képmása az énekes testére montázsolva látható. A háttérben a rajongól láthatók, illetve az egész mögött az Opposition lángnyelve és kör szegélye vörös árnyalatban. Jobbra fent a zenekar logója látható, alatta feliratok Oppostion és Xtreme Edition.

### Dallista
| Xtreme-Edition: CD-k | Xtreme-Edition: DVD-k |
| --- | --- |
| CD 1 1. Intro - 1:36 2. LUAA - Rock’n Opposition - 3:52 3. Sein oder nicht sein - 3:49 4. Unvergessen, unvergänglich, lebenslänglich - 3:39 5. Fühlen mit dem Herzen, sehen mit den Augen - 3:35 6. Alles um uns ist still - 4:39 7. Es braucht nicht viel, um glücklich zu sein - 3:43 8. Morgen wird alles besser - 4:14 9. Hoher Flug, tiefer Fall - 3:27 10. Ich bin neu, ich fange an - 3:56 11. Wenn die Erinnerung erwacht - 4:04 12. Ich will dich irgendwann verlieren - 4:26 13. Intro (live 2015) - 2:23 14. Wir brechen eure Seelen (live 2015) - 4:23 15. LUAA - Rock’n Opposition (live 2015) - 3:49 CD 2 1. Für Glaube, für Liebe, für Hoffnung - 3:58 2. Lass dich gehen - 3:27 3. Akzeptierter Faschist - 3:25 4. Manche Dinge brauchen Zeit - 4:54 5. Wir brechen eure Seelen - 4:20 6. Das Leben, das kein Toter wählt - 4:35 7. Selig oder Sünder - 3:37 8. Wie ein schützender Engel - 4:07 9. Hab keine Angst - 3:52 10. Auf los nichts los (Sonst dicke Hose und die Fresse groß) - 2:49 11. Für alle etwas, doch etwas mehr für mich - 3:30 12. Im Sturm, wo unsere Fahnen stehen - 4:19 13. Unvergessen, unvergänglich, lebenslänglich (live 2015) - 3:45 14. Wie ein schützender Engel (live 2015) - 4:18 15. Auge um Auge, Zahn um Zahn (live 2015) - 3:47 CD 3 1. Nichts kommt schlimmer als erwartet - 4:45 2. Weil ihr gerne Kriege führt - 4:09 3. Auge um Auge, Zahn um Zahn - 3:15 4. Zusammen und vereint - 4:05 5. Der Lüge ein Gebet - 3:44 6. Zeit, lass mir Zeit - 4:51 7. Feste fallen, wie sie fallen, aber landen tun sie hart - 3:33 8. Allein, ohne dich, bei dir - 4:08 9. Hör, was dein Herz dir sagt - 3:41 10. Du bist sie (die Einzige für mich) - 4:55 11. Eine Freundschaft, eine Liebe, eine Familie - 3:24 12. Die Band, die Wahrheit bringt - 4:11 13. Du bist sie (die Einzige für mich) (live 2015) - 5:08 14. Hab keine Angst (live 2015) - 4:12 15. Feste fallen, wie sie fallen, aber landen tun sie hart (live 2015) - 3:54 | DVD 1 (Koncert-DVD) 1. Intro 2. Wir brechen eure Seelen 3. LUAA - Rock’n Opposition 4. Frei.Wild 5. Unvergessen, unvergänglich, lebenslänglich 6. Arschtritt 7. Wie ein schützender Engel 8. Wir reiten in den Untergang 9. Allein nach vorne 10. Wer nichts weiß, wird alles glauben 11. Halt deine Schnauze 12. Auge um Auge 13. Du bist sie (die Einzige für mich) 14. Weil du mich nur verarscht hast 15. Verdammte Welt 16. Hab keine Angst 17. Südtirol 18. Die Welt brennt 19. Feste fallen, wie sie fallen, aber landen tun sie hart 20. Das Land der Vollidioten 21. Zieh mit den Göttern 22. Wir gehen wie Bomben auf euch nieder 23. Sieger stehen da auf, wo Verlierer liegen bleiben DVD 2 1. Roadmovie + Konzertausschnitte Deutschland, Österreich, Schweiz, Südtirol (road movie + részletek a németországi, ausztriai, svájci és dél-tiroli koncertekről) |

### Videóklip
Egy nappal az Xtreme-Edition megjelenése előtt egy videóklip jelent meg a Fühlen mit dem Herzen, sehen mit den Augen című dallal.

## Fordítás
- Ez a szócikk részben vagy egészben  az   Opposition (Album) című német Wikipédia-szócikk ezen változatának fordításán alapul.  Az eredeti cikk szerkesztőit annak laptörténete sorolja fel. Ez a jelzés csupán a megfogalmazás eredetét és a szerzői jogokat jelzi, nem szolgál a cikkben szereplő információk forrásmegjelöléseként.